# Kính hiển vi lực từ

Ảnh chụp hiển vi điện tử mũi dò của MFM

Kính hiển vi lực từ (tiếng Anh: Magnetic Force Microscope, thường viết tắt là MFM) là một loại kính hiển vi thuộc nhóm kính hiển vi quét đầu dò (SPM), được sử dụng để xây dựng hình ảnh sự phân bố của tính chất từ trên bề mặt vật rắn dựa trên việc ghi nhận lực tương tác (lực từ) giữa mũi dò từ tính với bề mặt của mẫu.

## Nguyên lý hoạt động

Ảnh chụp phân bố đômen từ của bề mặt ổ cứng, sự tương phản ở đây là tương phản về tính chất từ

Về mặt nguyên lý, MFM hoạt động tương tự như AFM. Mũi dò quét trên bề mặt mẫu được sử dụng là vật liệu từ tính khi quét trên bề mặt mẫu sẽ có sự tương tác với các thành phần từ tính trên bề mặt, qua đó vẽ bản đồ phân bố các thành phần từ tính bề mặt, mà cụ thể ở đây là cấu trúc đômen của vật rắn.
Lực tương tác từ giữa mũi dò và bề mặt vật rắn được xác định bởi:
{\displaystyle F_{z}=-\mu _{0}\int M_{ztip}{\frac {\partial H_{zsample}}{\partial z}}dV}
hoặc trong chế độ hoạt động tiếp xúc, người ta có thể ghi lại gradient lực từ được xác định bởi:
{\displaystyle F'_{z}=-\mu _{0}\int M_{ztip}{\frac {\partial ^{2}H_{zsample}}{\partial z^{2}}}dV}

với {\displaystyle M_{ztip},H_{zsample}} lần lượt là thành phần theo trục z của độ từ hóa của mũi dò, và cường độ từ trường tại bề mặt mẫu vật. 

## Ưu điểm và hạn chế
- Ưu điểm của MFM: MFM là thiết bị dùng để phân tích cấu trúc từ của vật rắn có nhiều ưu điểm. Ưu điểm đầu tiên là có khả năng phân tích cấu trúc từ mà không đòi hỏi sự phá hủy hay xử lý mẫu như kính hiển vi Lorentz, đồng thời độ phân giải không bị giới hạn bởi hiện tượng nhiễu xạ, mà chỉ phụ thuộc vào kích thước và bước quét của mũi dò trên bề mặt mẫu vật.
- Điểm yếu của MFM: MFM ghi ảnh dựa vào hiện tượng quét nên độ phân giải thời gian thấp, khả năng ghi ảnh chậm. Đồng thời, việc ghi ảnh tức thời trong quá trình từ hóa của MFM kém hơn rất nhiều so với kính hiển vi Lorentz. Việc ghi lại cấu trúc từ của các vật liệu từ mềm khó hơn do trường phân tán trên mũi ảnh hưởng đến đômen từ của mẫu vật. Hơn nữa, kính hiển vi lực từ chỉ cho phép chụp ảnh bề mặt mẫu vật, không như kính hiển vi Lorentz có khả năng ghi ảnh bên trong mẫu vật.